# Northam (Western Australia)
Northam ist eine Stadt und ein Shire in Western Australia am Zusammenfluss der Flüsse Avon River und Mortlock River. Sie ist der Geburtsort von Shirley Strickland, Frederick Henry Piesse und Carmen Lawrence. Northam ist mit 6.550 Einwohnern (2016) die größte Stadt in der Avon-Region. Es ist zudem die größte Stadt im Inneren Westaustraliens, die nicht durch Bergbau entstand.

## Geographie
Northam befindet sich 96 km nordöstlich von Perth im Avon Valley.
Fläche: 1419 km² (Shire), 24 km² (Stadt)
Höhe: 170 Meter ü. NN

### Klima
|                       | Jan  | Feb  | Mär  | Apr  | Mai  | Jun  | Jul  | Aug  | Sep  | Okt  | Nov  | Dez  |   |       |
| Mittl. Tagesmax. (°C) | 34,3 | 33,6 | 30,8 | 26,7 | 22,0 | 18,6 | 17,3 | 18,1 | 20,6 | 24,8 | 28,7 | 31,9 | ⌀ | 25,6  |
| Mittl. Tagesmin. (°C) | 17,1 | 17,1 | 15,3 | 12,1 | 8,4  | 6,1  | 5,2  | 5,4  | 6,7  | 9,0  | 12,4 | 15,1 | ⌀ | 10,8  |
|                       |      |      |      |      |      |      |      |      |      |      |      |      |   |       |
| Niederschlag (mm)     | 17,7 | 16,9 | 16,0 | 20,2 | 51,1 | 69,8 | 75,4 | 55,6 | 39,2 | 22,1 | 17,3 | 10,1 | Σ | 411,4 |
|                       |      |      |      |      |      |      |      |      |      |      |      |      |   |       |
| Regentage (d)         | 2,2  | 2,5  | 3,0  | 5,2  | 10,7 | 14,3 | 16,1 | 14,2 | 11,2 | 6,5  | 5,0  | 2,6  | Σ | 93,5  |

| 17,1 |

| 17,1 |

| 15,3 |

| 12,1 |

| 8,4 |

| 6,1 |

| 5,2 |

| 5,4 |

| 6,7 |

| 9,0 |

| 12,4 |

| 15,1 |

| 17,1 |

| 17,1 |

| 15,3 |

| 12,1 |

| 8,4 |

| 6,1 |

| 5,2 |

| 5,4 |

| 6,7 |

| 9,0 |

| 12,4 |

| 15,1 |

## Geschichte
Die Gegend rund um Northam wurde zum ersten Mal 1830 von einer Kolonistengruppe unter der Leitung Robert Dales bereist. 1833 dann wurde Northam gegründet. Seinen Namen erhielt es von James Stirling, der die Stadt nach einem gleichnamigen Ort in Devon in England benannte. Sofort wurde die Stadt ein wichtiger Abreiseort für Entdecker und Siedler, die sich für die weiter östlich liegenden Gegenden interessierten.
Die anfängliche Bedeutung des Orts endete mit der wachsenden Bedeutung nahe gelegener Städte wie York und Beverley, aber der Bau der Eisenbahn machte die Stadt zum wichtigsten Ausgangspunkt für Bergleute, die auf dem Weg zu den im Osten gelegenen Goldfeldern waren.
Ein bemerkenswerter Skandal geschah im Jahre 1933, als die Polizei die gesamte Aborigines-Bevölkerung wie Vieh zusammentrieb und in die Moore-River-Siedlung verfrachtete. Der Stadtrat begründete diese Maßnahme mit der Aussage, die Aborigines hätten Krätze und seien ein Gesundheitsrisiko.
Steve Fossett, der erste Mensch, der allein nonstop in einem Ballon um die Welt flog, hob am 19. Juni 2002 in Northam ab.

## Eisenbahn

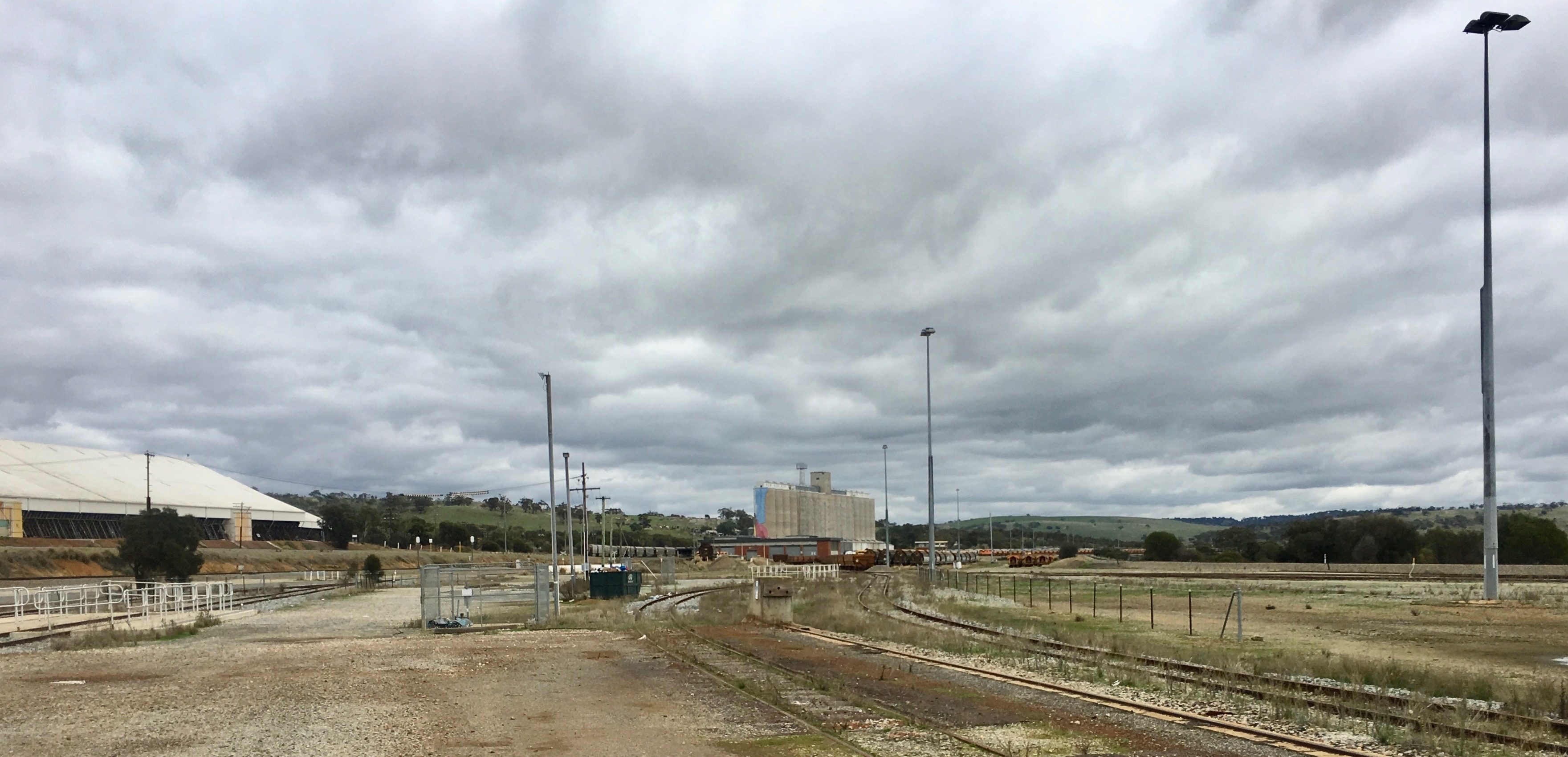
Güterbahnhof Avon Yard

Northam ist ein wichtiger Eisenbahnknotenpunkt und kommerzielles Zentrum für einen großen Teil der Wheatbelt-Region. Die Strecke mit zwei Spurweiten (Dreischienengleis) der Eastern Railway endet hier und die Eastern Goldfields Railway führt seit 1968 normalspurig (1435 mm) weiter Richtung Osten. Die Strecken der Great Southern Railway Richtung Süden, nach York und Richtung Norden, nach Goomalling (ein Eisenbahnknotenpunkt) sind kapspurig (1067 mm).
Der Bahnhof Northam wird von folgenden Zügen bedient:
- Indian Pacific: West Perth–Sydney, wöchentlich
- Prospector: West Perth–Kalgoorlie, täglich (Montag und Freitag 2 Züge)
- AvonLink: Northam–Midland (Anschluss S-Bahn nach Perth), Montag bis Freitag (1 Zug)
- MerredinLink: West Perth–Merredin, Montag, Mittwoch und Freitag (1 Zug)

Der ursprüngliche Bahnhof in der Fitzgerald Street wurde 1900 eröffnet und 1966 geschlossen, als die neue Streckenführung der Eastern Railway fertiggestellt war.

## Sport
In Northam gibt es einige Sportteams. Northam hat zwei Football-Teams, die in der Avon Football Association spielen (Federals und Railways).
Hockey, Cricket und Netball begeistern ebenfalls viele Spieler und Zuschauer. Einzelne Sportarten wie beispielsweise Tennis sind auch beliebt. Es gibt außerdem einen Jogger-Club.

## Persönlichkeiten
- Raymond Evans (1939–1974), Hockeyspieler